# Moose Blood
Moose Blood é uma banda emo inglesa baseada na cidade de Cantuária. Formada em 2012, atualmente a banda tem contrato com a Hopeless Records.

## História
Formado em agosto de 2012 a "Moose Blood" auto-lançou uma demo denominada "Bukowski Demo (Summer '12)", no mesmo ano. Em 11 de fevereiro de 2013, um EP, "Moving Home", foi lançado através da gravadora "Fist in the Air" e as músicas "Boston" e "Orlando" foram lançados em conjunto como um single, pela "Venn Records", em 26 de abril.
Posteriormente a banda lançou um EP split com Departures pela "No Sleep Records" em 12 de novembro. Em 16 de Abril de 2014 foi anunciado que a banda tinha assinado com "No Sleep Records" e iria lançar seu primeiro álbum no final do ano.
Em 7 de outubro de 2014 a banda  lançou o bem sucedido  "I'll Keep You in Mind, From Time to Time", álbum de estreia da banda, que alcançou o número 45 do "Top Heatseekers" da Billboard e eles também tocaram no Warped Tour de 2015.
Em 13 de abril eles anunciaram que tinham assinado com a "Hopeless Records" para o seu segundo álbum, e em 17 de abril foi laçado o primeiro single intitulado "Honey" que foi tocada no Rock Show Radio 1 como o Rockest Record. O segundo álbum da banda, intitulado "Blush", foi lançado no dia 5 de agosto de 2016.
Em 24 de setembro de 2018, algumas horas depois de ser anunciado como banda de apoio ao Good Charlotte em sua turnê na Europa e no Reino Unido, eles divulgaram um comunicado dizendo que "precisam se afastar", insinuando um hiato ou um rompimento. 

## Membros
Membros atuais
- Eddy Brewerton –  guitarrista e vocalista  (2012–presente)
- Mark Osbourne –  guitarrista  (2012–presente)
- Kyle Todd –  baixista  (2012–presente)
- Lee Munday –  baterista  (2017–presente)

Ex-membros
- Glenn Harvey –  baterista  (2012–2017) [1]

## Discografia
Álbuns de Estúdio
| Titulo                                   | Detalhes |
| ---------------------------------------- | --- |
| I'll Keep You in Mind, From Time to Time | - Lançamento: 07 de Outubro de 2014 - Gravadora: No Sleep Records - Formato: Digital download, CD, LP                 |
| Blush                                    | - Lançamento: 05 de Agosto de 2016 - Gravadora: Hopeless Records/No Sleep Records - Formato: Digital download, CD, LP |
| I Don't Think I Can Do This Anymore      | - Lançamento: 09 de Março de 2018 - Gravadora: Hopeless Records - Formato: Digital download, CD, LP                   |

EPs
| Titulo                     | Detalhes |
| -------------------------- | --- |
| Bukowski Demo (Summer '12) | - Lançamento: Agosto de 2012 - Gravadora: Lançado de forma autônoma - Formato: Digital download                      |
| Moving Home                | - Lançamento: 05 de Agosto de 2016 - Gravadora: Fist in the air Records - Formato: Digital download,CD, CS, 7" vinyl |
| Departures / Moose Blood   | - Lançamento: 12 de Novembro de 2013 - Gravadora: No Sleep Records - Formato: Digital download, CD, LP               |

Single's
| Título             | Ano  |
| ------------------ | ---- |
| "Boston"/"Orlando" | 2013 |
| "Honey"            | 2016 |
| "Glow"             | 2016 |
| "Knuckles"         | 2016 |

## Videografia
| Título                     | Ano  |
| -------------------------- | ---- |
| "Boston"                   | 2013 |
| "Swim Down"                | 2014 |
| "I Hope You're Missing Me" | 2014 |
| "Bukowski"                 | 2015 |
| "Gum"                      | 2015 |
| "Honey"                    | 2016 |
| "Knuckles"                 | 2016 |
| "Cheek"                    | 2016 |
| "Talk In Your Sleep"       | 2017 |
| "Can We Stay Like This"    | 2018 |
| "Have I Told You Enough"   | 2018 |